# Cameron Balloons
 (avril 2024).
La mise en forme du texte ne suit pas les recommandations de Wikipédia : il faut le « wikifier ».
Les points d'amélioration suivants sont les cas les plus fréquents. Le détail des points à revoir est peut-être précisé sur la page de discussion.
- Les titres sont pré-formatés par le logiciel. Ils ne sont ni en capitales, ni en gras.
- Le texte ne doit pas être écrit en capitales (les noms de famille non plus), ni en gras, ni en italique, ni en « petit »…
- Le gras n'est utilisé que pour surligner le titre de l'article dans l'introduction, une seule fois.
- L'italique est rarement utilisé : mots en langue étrangère, titres d'œuvres, noms de bateaux, etc.
- Les citations ne sont pas en italique mais en corps de texte normal. Elles sont entourées par des guillemets français : « et ».
- Les listes à puces sont à éviter, des paragraphes rédigés étant largement préférés. Les tableaux sont à réserver à la présentation de données structurées (résultats, etc.).
- Les appels de note de bas de page (petits chiffres en exposant, introduits par l'outil «  Source ») sont à placer entre la fin de phrase et le point final[comme ça].
- Les liens internes (vers d'autres articles de Wikipédia) sont à choisir avec parcimonie. Créez des liens vers des articles approfondissant le sujet. Les termes génériques sans rapport avec le sujet sont à éviter, ainsi que les répétitions de liens vers un même terme.
- Les liens externes sont à placer uniquement dans une section « Liens externes », à la fin de l'article. Ces liens sont à choisir avec parcimonie suivant les règles définies. Si un lien sert de source à l'article, son insertion dans le texte est à faire par les notes de bas de page.
- La présentation des références doit suivre les conventions bibliographiques. Il est recommandé d'utiliser les modèles {{Ouvrage}}, {{Chapitre}}, {{Article}}, {{Lien web}} et/ou {{Bibliographie}}. Le mode d'édition visuel peut mettre en forme automatiquement les références.
- Insérer une infobox (cadre d'informations à droite) n'est pas obligatoire pour parachever la mise en page.

Pour une aide détaillée, merci de consulter Aide:Wikification.
Si vous pensez que ces points ont été résolus, vous pouvez retirer ce bandeau et améliorer la mise en forme d'un autre article.

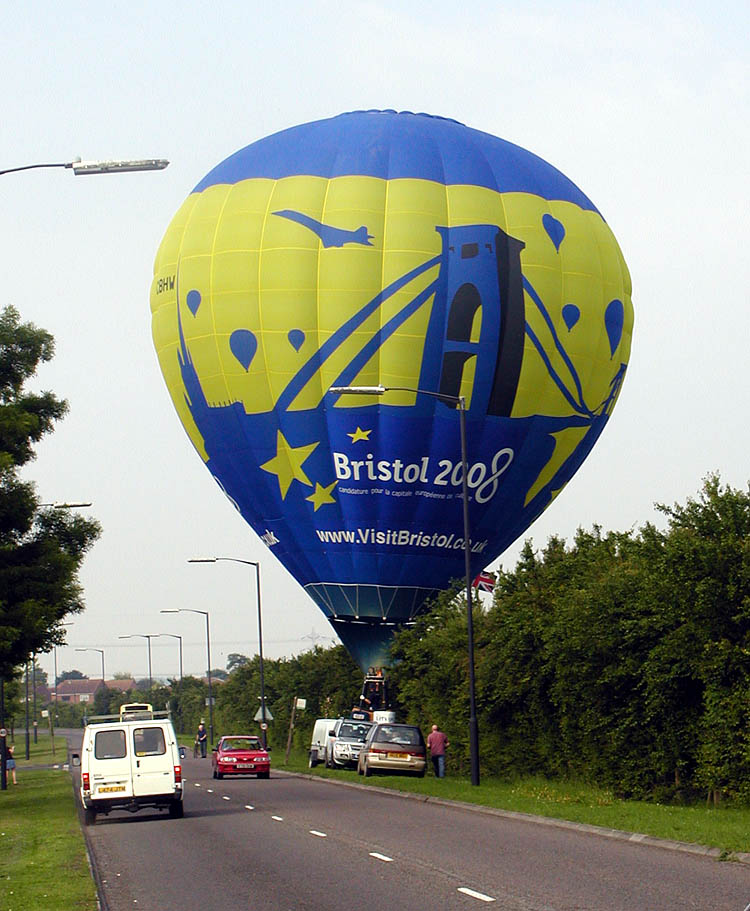
Un ballon Cameron Z105 près de Bristol

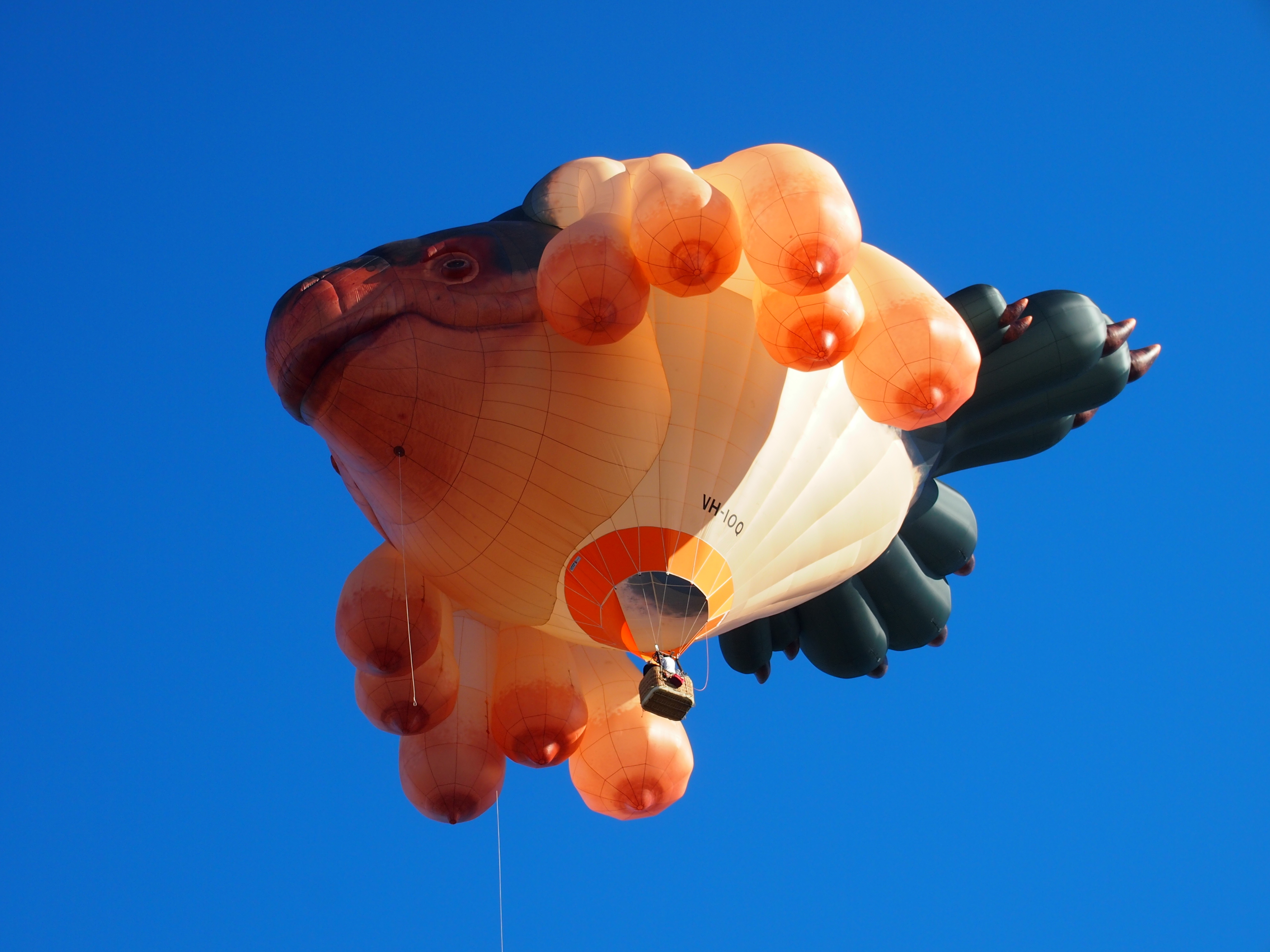
Le ballon The Skywhale (la baleine céleste) qui a été conçue par la sculptrice Patricia Piccinini et fabriquée par Cameron Balloons en 2012 et 2013

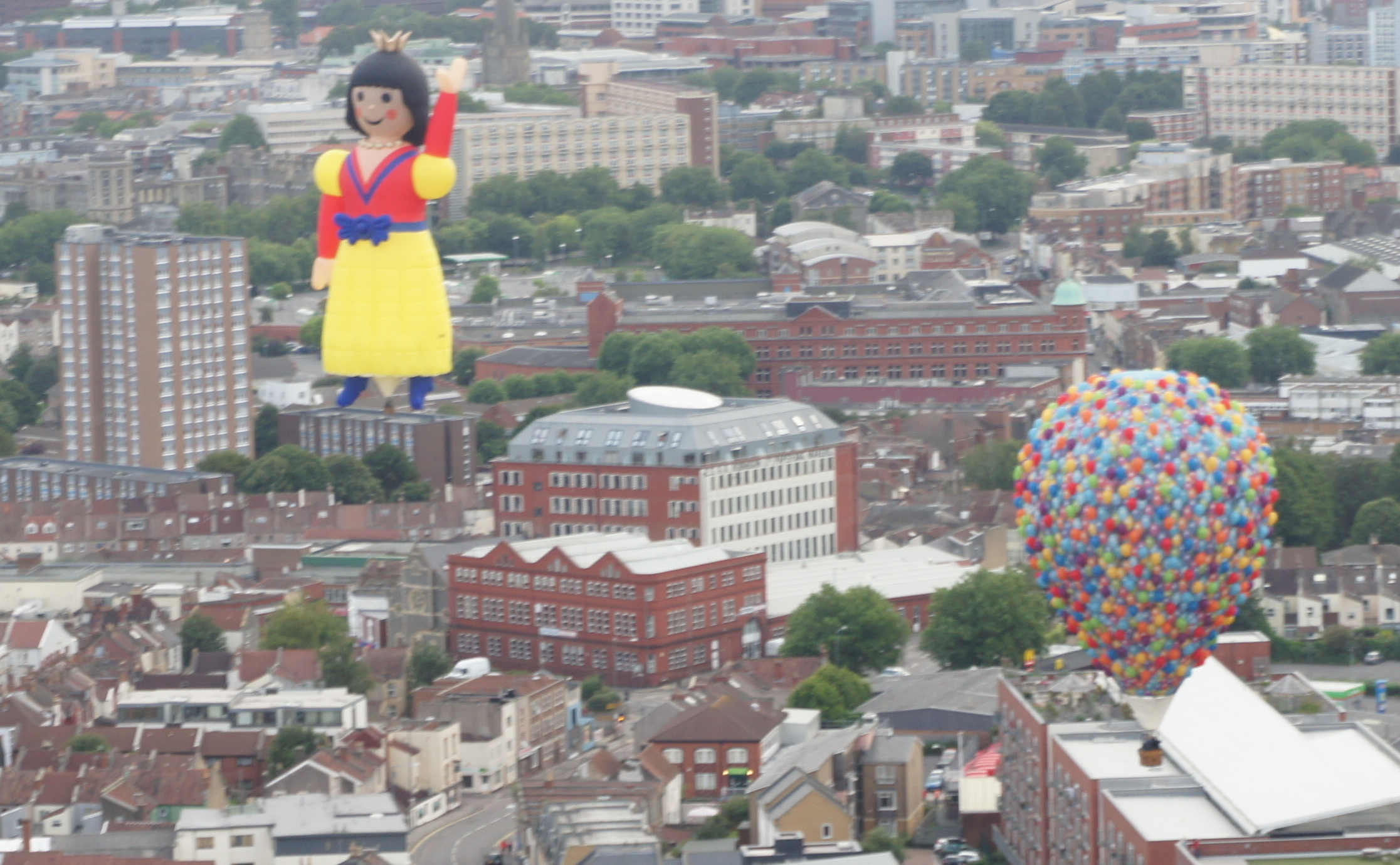
L'usine Cameron avec deux ballons fabriqués par Cameron Balloons

Cameron Balloons est une société créée en 1971 à Bristol, en Angleterre, par Donald Cameron, surnommé Don Cameron, pour fabriquer des montgolfières.
Cameron avait déjà, accompagné d'autres passionnés, construit dix montgolfières sous le nom d'Omega. La production se déroulait alors dans le sous-sol de sa maison, avant de déménager en 1972 dans une ancienne église de la ville. En 1983, Cameron Balloons emménage dans ses locaux actuels, situés dans l'ancienne usine d'impression et de sacs en papier Robinsons. En 1989, l'entreprise a reçu le Queen's Award for Export.
La production est désormais passée à environ 110 montgolfières par an. En décembre 2007, Cameron Balloons représentait 1 073 des 1 553 montgolfières enregistrées auprès de l'Autorité de l'aviation civile du Royaume-Uni. Cameron Balloons est également célèbre pour construire des ballons de montgolfière en forme spéciale, le premier étant le Golly de Robertson, construit en 1975. La plupart des formes spéciales sont réalisées à des fins publicitaires commerciales, mais certaines ont été achetées à titre privé. Parmi ces acheteurs privés, on peut citer feu Malcolm Forbes du magazine Forbes, qui a commandé un certain nombre de montgolfières aux formes spéciales, notamment une moto Harley-Davidson, un Sphinx, un buste de Beethoven, un château français, une pagode et un minaret,. La société a également produit le ballon BBC Globe. Plus récemment, l'entreprise a fabriqué des montgolfières spéciales pour KAWS, Patricia Piccinini, et Bart Van Peel.
L'usine actuelle de Bedminster occupe trois étages. Le premier et le deuxième étages sont consacrés à l'étalage de centaines de mètres de tissu découpés en panneaux, qui sont ensuite cousus ensemble par des machinistes. Lorsque les illustrations sur le ballon sont complexes, les motifs sont imprimés sur le tissu qui est ensuite cousu dans l'enveloppe.
L'usine comprend également un département d'ingénierie pour le pliage, le découpage et le soudage des cadres métalliques utilisés pour les paniers et les brûleurs. Dans le département paniers, les paniers tressés sont tapissés de cuir, de daim et de cordura, le tout en couleur et sur mesure. Le service de gréage s'assure que chaque ballon dispose des lignes de commande appropriées pour faire fonctionner les systèmes de navigation (comprenant notamment celles de virage et de dégonflage).
L'entreprise fabrique également des dirigeables, des ballons d'hélium et des structures gonflables statiques.

## Expansion via des acquisitions
Au cours des années 1990, l'entreprise renforce sa position grâce à une série d'acquisitions. En premier lieu, Cameron acquiert son principal concurrent britannique, Thunder & Colt Balloons. Ensuite, elle achète de plus petites entreprises, à l'instar de  Sky Balloons, créée par d'anciens employés de Thunder & Colt après le rachat de cette entreprise par Cameron Balloon. Enfin, Cameron a acheté deux tiers des parts de Lindstrand Balloons, créée par Per Lindstrand, lui aussi un ancien employé de Thunder & Colt, qui l'avait quitté après son rachat au début des années 1990. Ces parts ont été achetées à Rory McCarthy, un industriel britannique associé à Richard Branson, qui avait investi dans l'entreprise pour soutenir la série de records de vols en montgolfière de ce dernier.
Cameron a intégré la gamme de produits Thunder & Colt dans son propre catalogue, notamment les dirigeables à air chaud de la série AS. En revanche, les produits Sky ont été abandonnés. Le 15 avril 2015, il a été annoncé que Lindstrand Balloons avait fermé ses portes, entrainant la mise à pied de 19 travailleurs. Pour expliquer cette fermeture, la force de la livre sterling et les menaces terroristes au Moyen-Orient ont été cités comme facteurs, expliquant de facto la lenteur des ventes de ballons. Pour autant, Cameron Balloons continue de soutenir les avions Lindstrand Balloons.

## Exploits et records
Cameron Balloons a participé à de nombreuses tentatives de records en ballons, que ce soit des records d'altitude, de distance, ou des traversées transatlantiques.
Cameron Balloons a ainsi construit la montgolfière de Vijaypat Singhania, qui a atteint en 2005 au-dessus de Bombay la hauteur de 21 027 mètres d'altitude. Il s'agit toujours du record actuel en montgolfière.
En 2002, l'entreprise établit le record du tour du monde en solitaire en montgolfière en 13 jours. La montgolfière, nommée "The Spirit of Freedom" (L'Esprit de Liberté), était alors pilotée par Steve Fossett. Ce record, qui est aussi le premier tour du monde en solitaire en montgolfière, est battu par Fedor Konioukhov en 2016 en 11 jours.
En 1999, elle établit le record du monde du plus long vol en duo d'un vol de montgolfière, qui dura 19 jours 21 heures et 47 minutes, soit 477 heures et 47 minutes. Les deux membres d'équipage étaient Brian Jones et Bertrand Piccard.
Le skatepark a été utilisé par Kriss Kyle, un athlète anglais sponsorisé par Red Bull, en BMX à 600 mètres d'altitude.

## Voir également
- Cameron Skystar
- Ballon Rozière